# Bertha Benz Memorial Route
Bertha Benz Memorial Route (Bertha Benz' Minnesväg) är en tysk turist- och temaväg i Baden-Württemberg till minne av den första längre resan utförd med automobil år 1888.
Vägen ingår i European Route of Industrial Heritage och öppnades 2008.

## Bakgrund

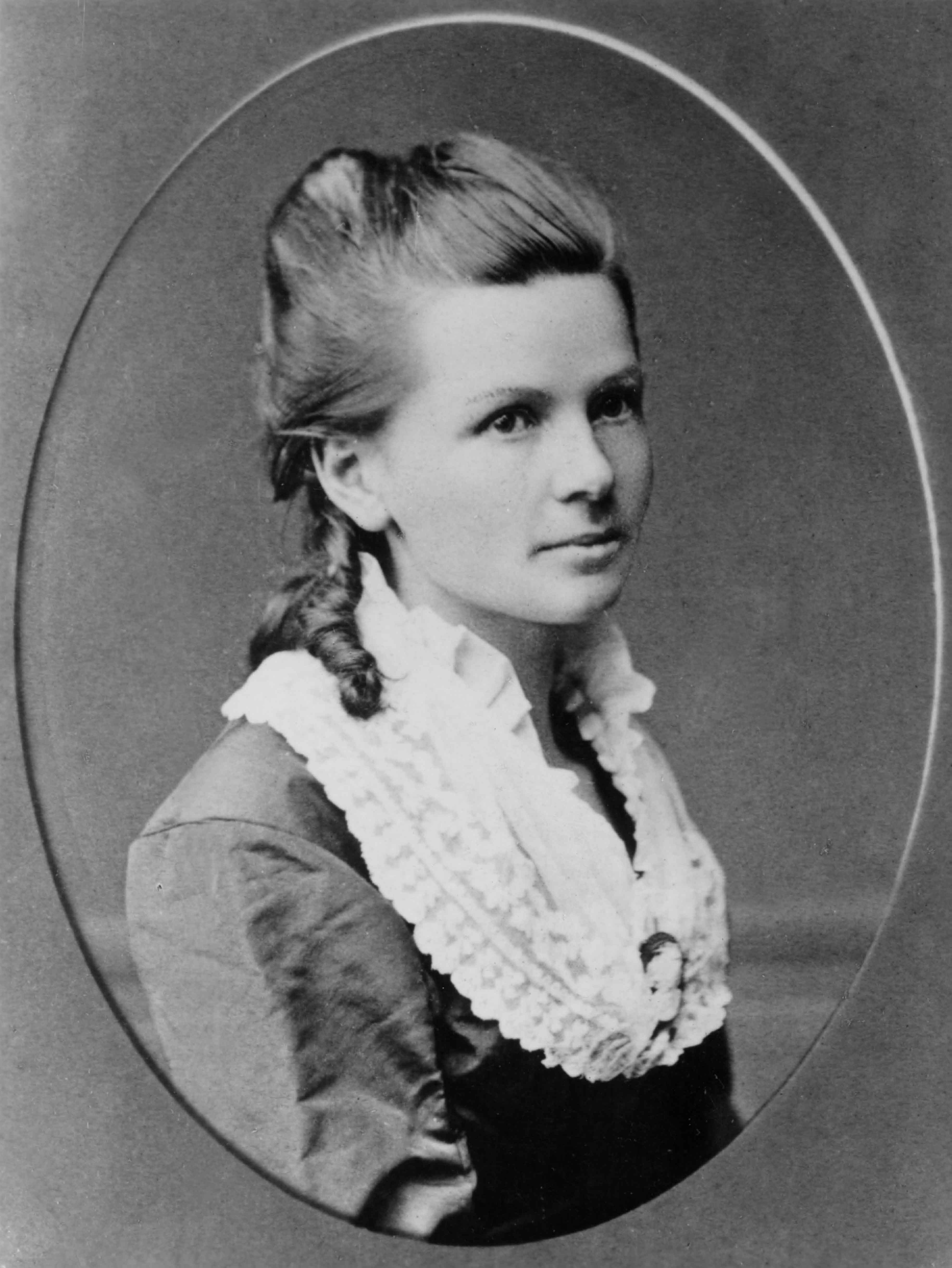
Bertha Benz (1849 - 1944)

År 1886 uppfann doktor Carl Benz automobilen i Mannheim (patent No. 37435) – men ingen ville köpa den.
Tidigt i augusti 1888 och utan sin mans vetskap körde Bertha Benz och hennes söner Richard och Eugen, 14 och 15 år gamla, i den av Benz nykonstruerade automobilen, Benz Patent Motorwagen No. 3, från Mannheim till Pforzheim. Hon blev därmed den första personen som körde en bil mer än bara en mycket kort sträcka. Sträckan var cirka 104 km. De sträckor som hade körts före denna historiska resa hade varit mycket korta och var av försökskaraktär. 
Även om den skenbara anledningen till resan var att Bertha Benz skulle besöka sin mor hade hon också ett annat motiv, att visa sin man – som hade misslyckats att marknadsföra sin uppfinning - att automobilen skulle bli en ekonomisk succé om man bara kunde påvisa dess användbarhet för allmänheten.
Väl på väg löste hon flera problem. Hon var tvungen att hitta Ligroin (ett lösningsmedel utvunnet ur petroleum) som bränsle och det fanns bara i kemikalieaffärer och apotek. En smed fick vid ett tillfälle hjälpa henne att laga en kedja och även bromsbeläggen behövdes bytas. Bertha Benz fick använda en lång och rak hårnål för att rensa bränsleröret som hade blivit igensatt, och isolera tändkabeln med ett strumpeband. 
Bertha och hennes söner lämnade Mannheim vid gryningen och nådde Pforzheim kort efter skymningen. De skickade ett telegram till Carl för att berätta om sin framgångsrika resa. De körde tillbaka till Mannheim tre dagar senare.
Längs vägen blev ett flertal människor skrämda av automobilen, och denna jungfrufärd rönte en hel del publicitet, precis som Bertha önskat. Resan var till stor hjälp för Carl Benz, eftersom han kunde göra flera förbättringar baserade på hustruns rapport efter resan. Hon lämnade flera viktiga förslag på förbättringar som exempelvis att göra en extra växel för att ta sig uppför stigningar.

## Grundarna
2007 togs ett initiativ till två ideella organisationer av Edgar och Frauke Meyer. De startade Bertha Benz Memorial Route e.V. och Bertha Benz Memorial Club e.V., för att fira minnet av Bertha Benz och hennes historiska och banbrytande gärning.
Den 25 februari 2008 blev Bertha Benz Memorial Route officiellt godkänd som en turistväg av de tyska myndigheterna - naturskön väg - ett dynamiskt monument av 194 km tysk industrikultur.

## Vägen

### Vägen dit - söderut

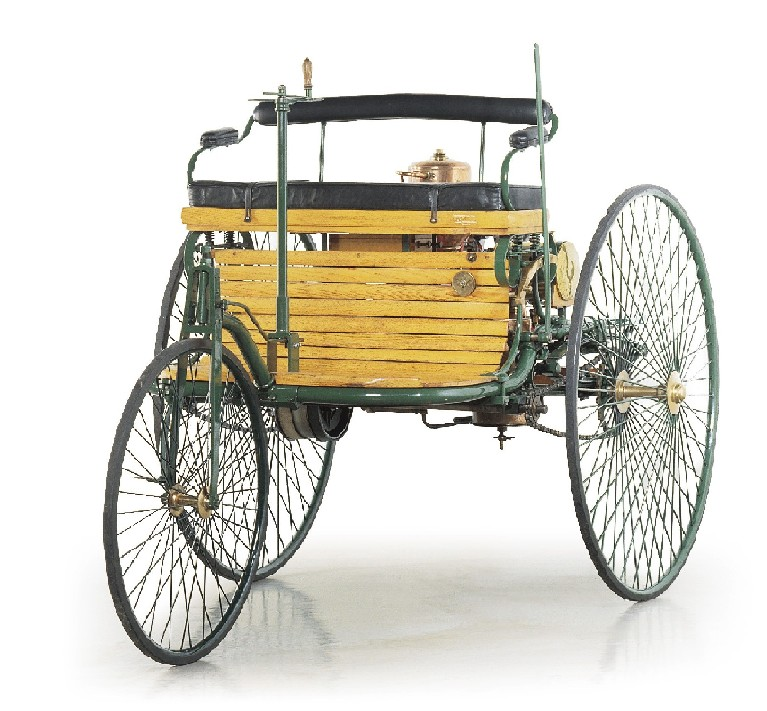
Patent-Motorwagen Nummer 1

Mannheim till Pforzheim, c:a. 104 km (64 miles), sydgående (S):
GPS-Download
Mannheim, Feudenheim, Ilvesheim, Ladenburg, Schriesheim, Dossenheim, Heidelberg, Leimen, Nußloch, Wiesloch, Mingolsheim, Langenbrücken, Stettfeld, Ubstadt, Bruchsal, Untergrombach, Weingarten, Grötzingen, Berghausen, Söllingen, Kleinsteinbach, Wilferdingen, Königsbach, Stein, Eisingen, Pforzheim

### Vägen tillbaka - norrut
Pforzheim till Mannheim, c:a. 90 km (56 miles), norrgående (N):
GPS-Download
Pforzheim, Bauschlott, Bretten, Gondelsheim, Helmsheim, Heidelsheim, Bruchsal, Forst, Hambrücken, Wiesental, Kirrlach, Reilingen, Hockenheim, Talhaus, Ketsch, Schwetzingen, Friedrichsfeld, Seckenheim, Mannheim

## Landskapet
Vägen som Bertha Benz åkte binder inte bara samman nästan glömda platser som hon passerade på sin väg utan den leder också till en av de mest attraktiva regionerna i Tyskland, vindistriktet Baden.
Denna väg av mänsklighetens industriella arv följer flera romerska vägar i området övre Rhens slättland, till exempel Bergstrasse, som går längs foten av Odenwaldbergen och Kraichgau. Kort efter att vägen nått fram till Karlsruhe vänder den av in i dalen Pfinztal som leder fram till Pforzheim, enligt turistreklamen "porten till Schwarzwald".
Eftersom Bertha Benz ville undvika branta backar följer vägen tillbaka en sträcka längs Rhen hem till Mannheim.

## Sevärdheter
- Mannheim: Mannheim Slott, Luisenpark, vattentorn
- Ladenburg: Automuseum Dr. Carl Benz, familjen Benz hem, gamla staden
- Heidelberg: Slottet, gamla stan, gamla bron
- Wiesloch: Världens första tankställe, (ortsapoteket)
- Bruchsal: Slottet
- Pforzheim: Juvelmuseet, Industrihuset
- Bretten: Melanchthons hem, Klostret Maulbronn (ett av Unescos Världsarv), elever bl.a. Johannes Kepler, Friedrich Hölderlin, Hermann Hesse
- Hockenheim: Motorsportmuseet vid Hockenheimring,
- Schwetzingen: Slottet

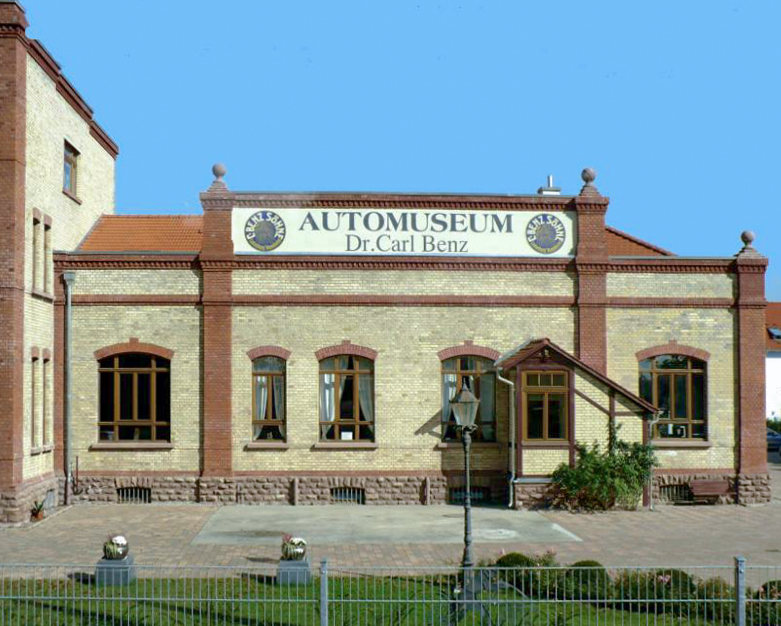
Automuseum Dr. Carl Benz i Ladenburg
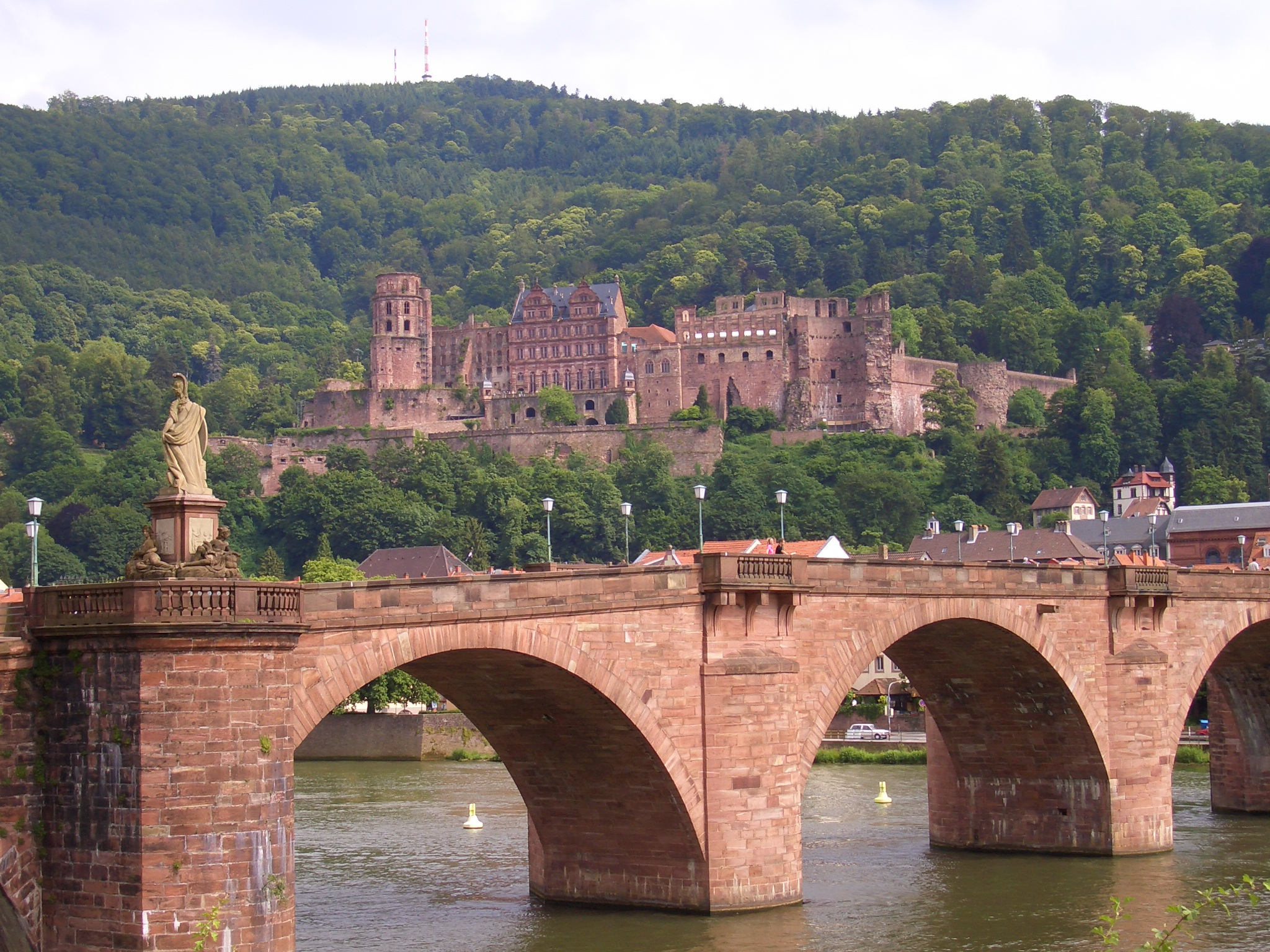
Slottet och gamla bron i Heidelberg
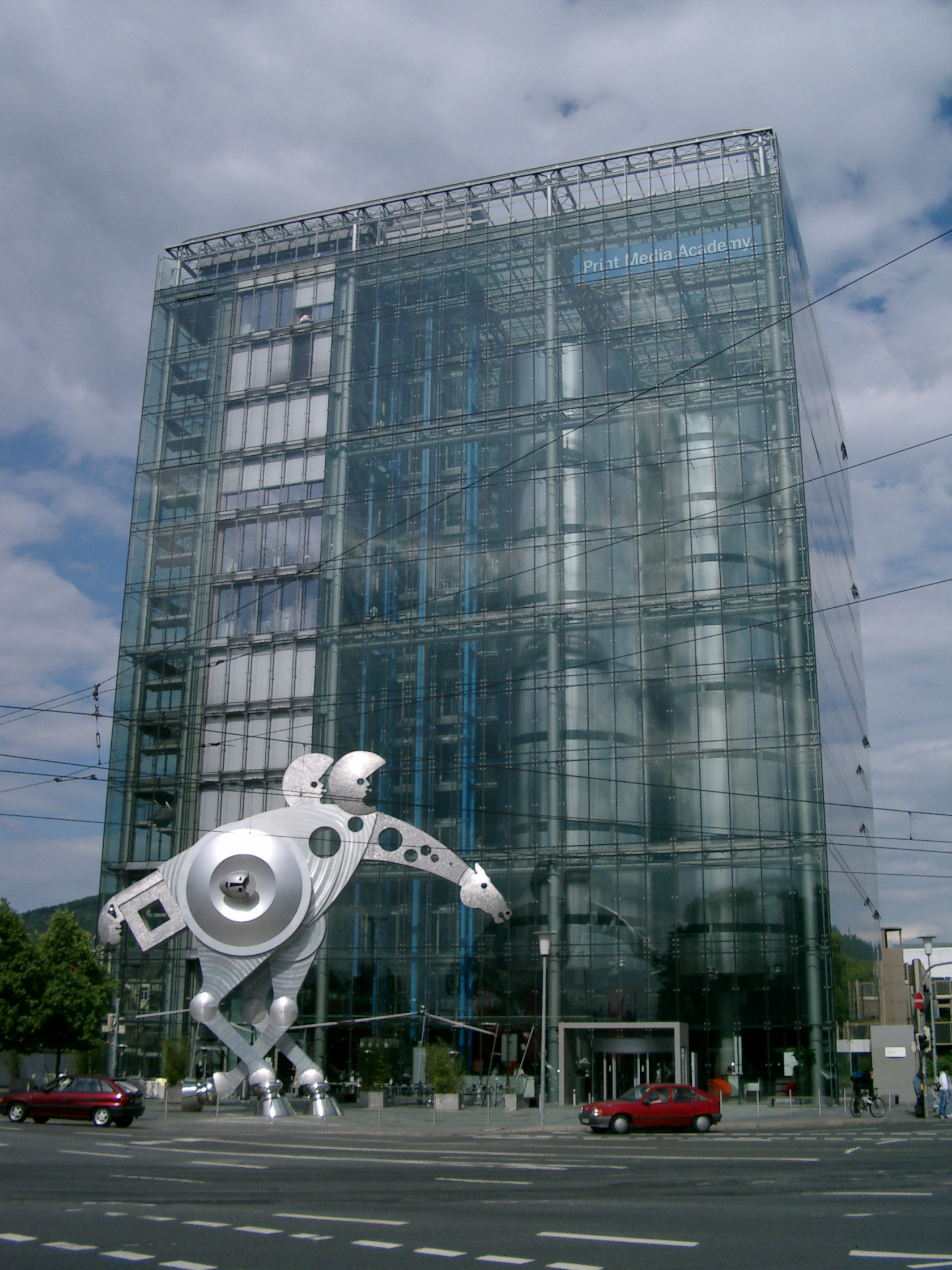
Heidelberger Druckmaschinen
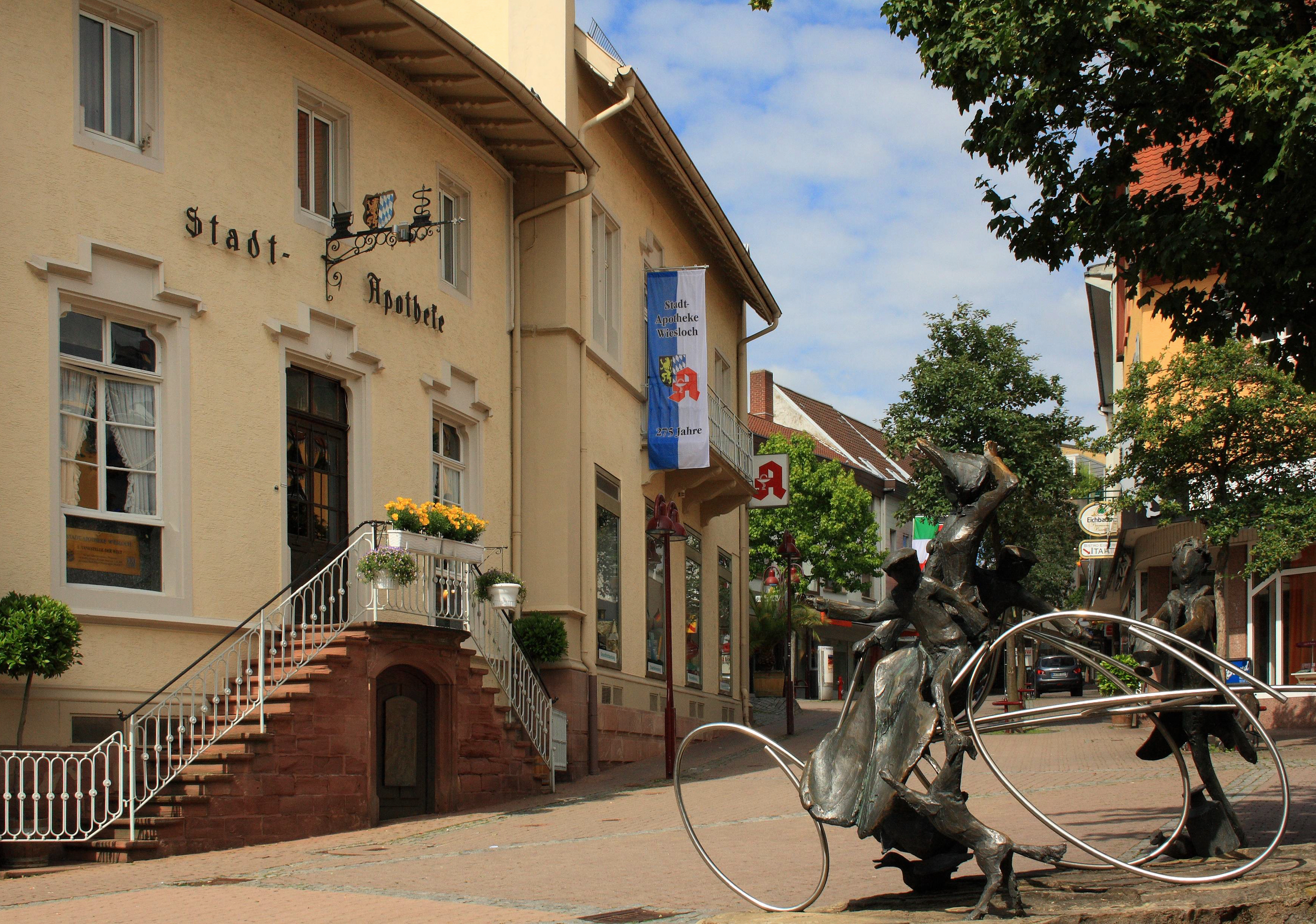
Världens första tankställe, apoteket i Wiesloch
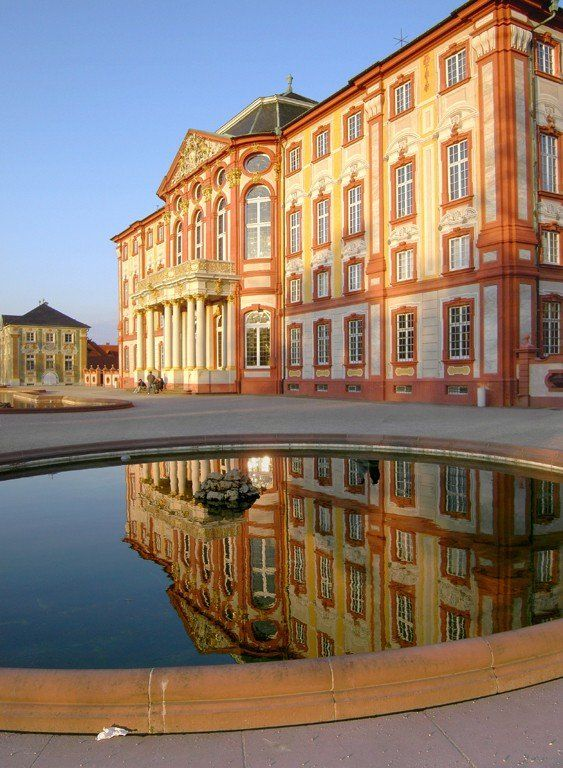
Slottet i Bruchsal
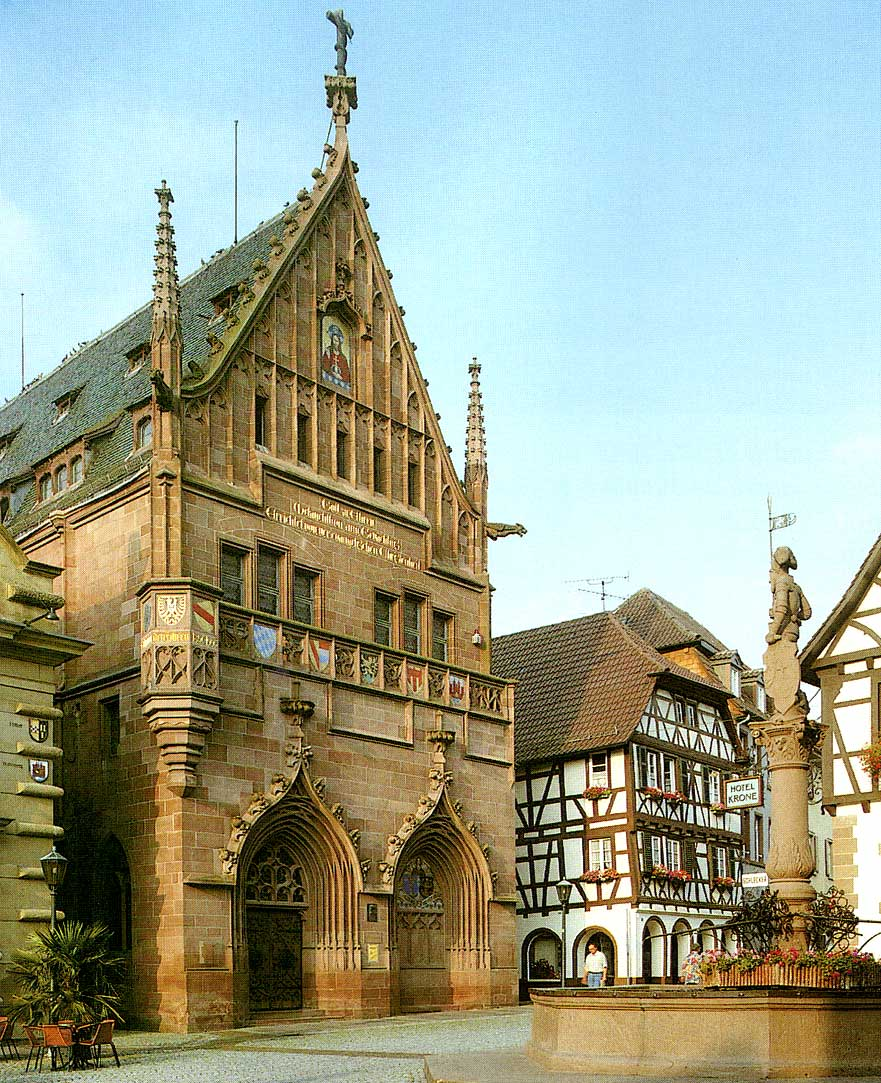
Melanchtons hem, Bretten
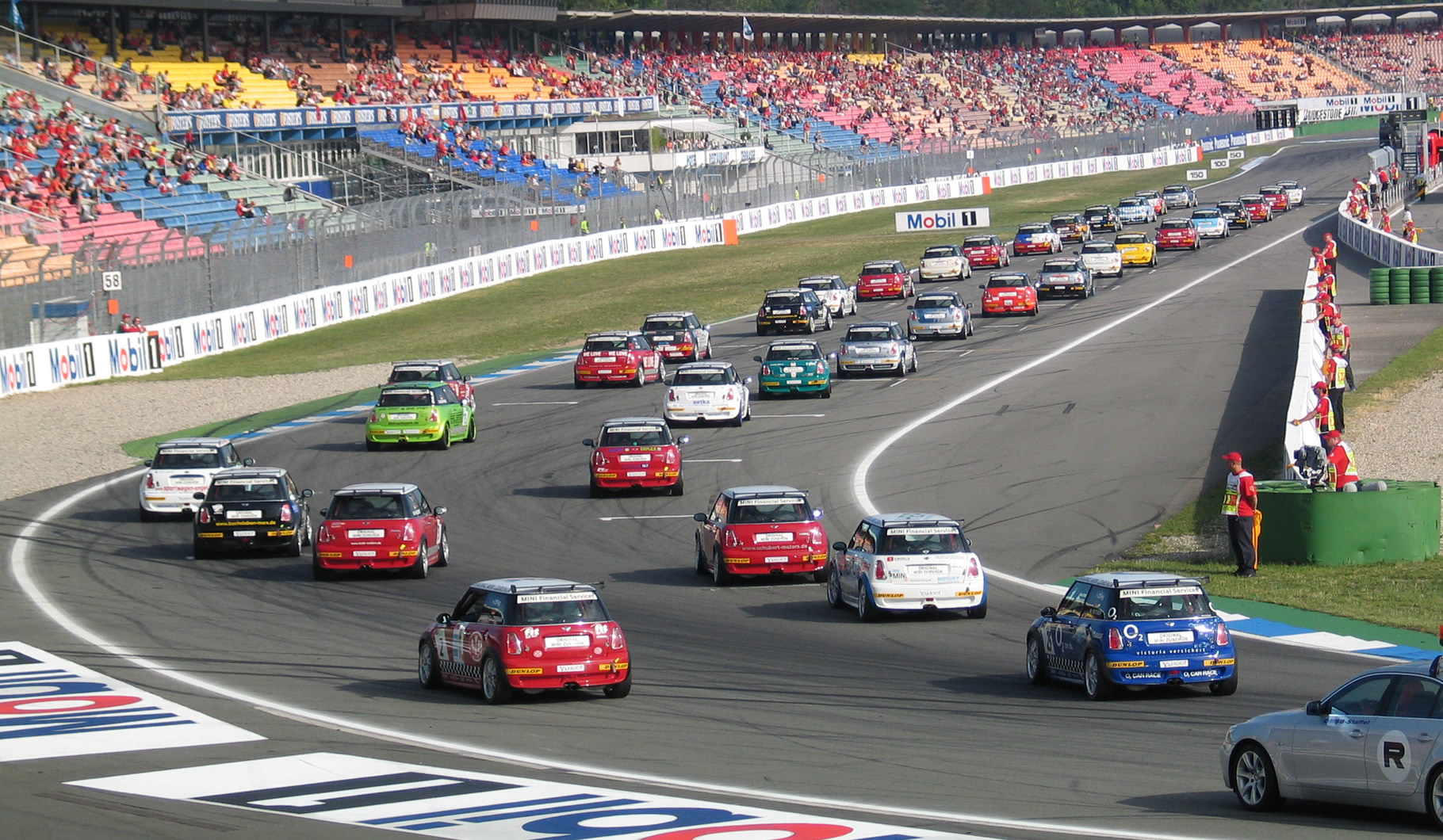
Hockenheimring
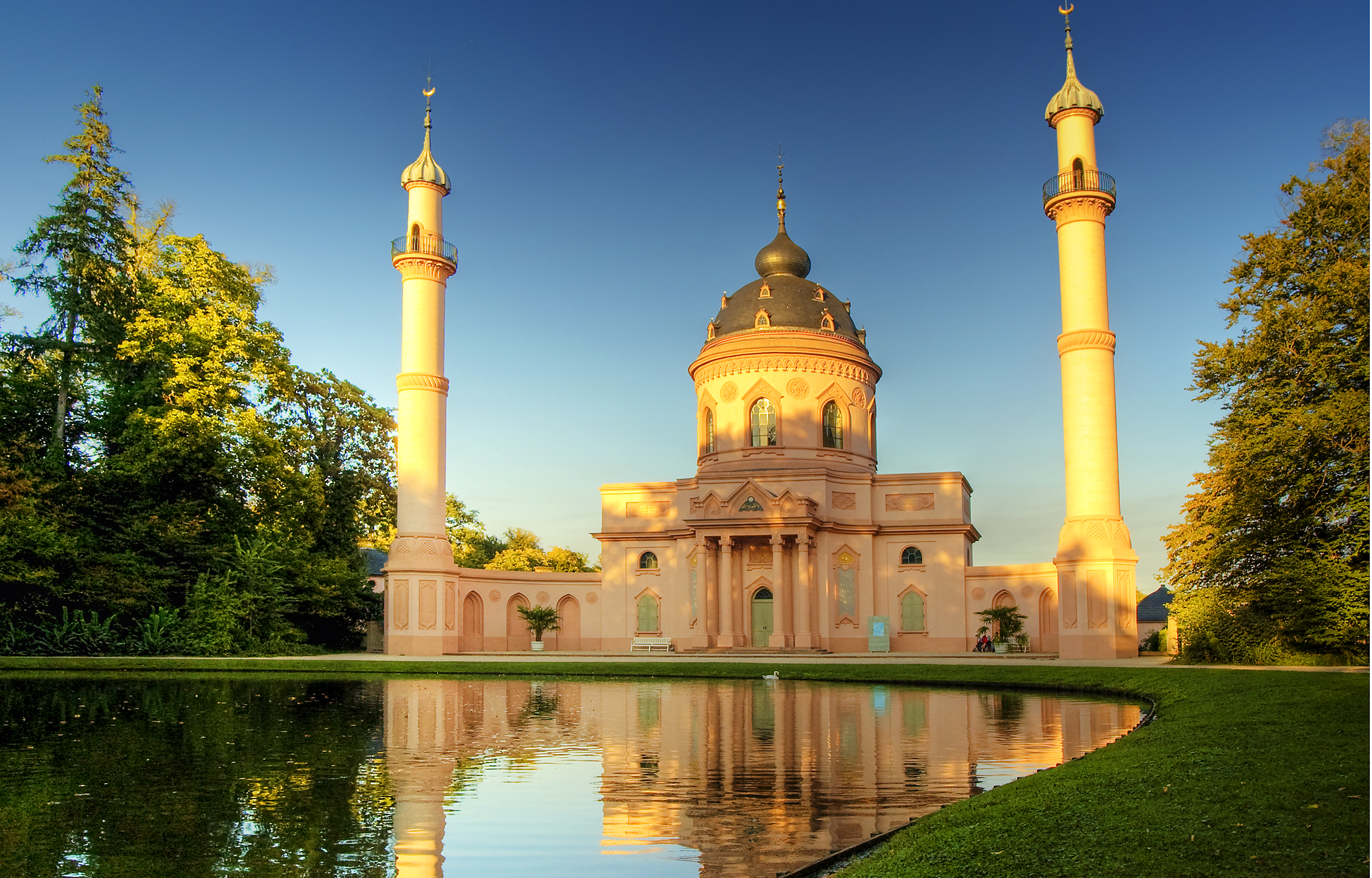
Slottet i Schwetzingen, Röda moskén